# Aaron Langenfeld
Aaron Langenfeld (* 1985 in Neuwied) ist ein deutscher römisch-katholischer Theologe.

## Leben
Aaron Langenfeld studierte von 2005 bis 2010 Katholische Theologie, Germanistik und Philosophie an der Universität zu Köln. 2015 wurde er mit der Dissertation zur Soteriologie als Problemfeld des christlich-islamischen Dialogs an der Theologischen Fakultät Paderborn zum Dr. theol. promoviert. 2020 habilitierte er sich für das Fach Fundamentaltheologie an der Leopold-Franzens-Universität Innsbruck mit einer Arbeit zum Begriff direkter Proportionalität.
Von 2010 bis 2020 war er als wissenschaftlicher Mitarbeiter am Lehrstuhl für Systematische Theologie  der Universität Paderborn tätig. Zudem hatte er die Geschäftsführung des Zentrums für Komparative Theologie und Kulturwissenschaften an der Universität Paderborn inne. 2015 hatte er einen Lehrauftrag für Fundamentaltheologie an der Theologischen Fakultät Paderborn und 2020 einen Lehrauftrag für Philosophiegeschichte und Naturphilosophie an der PTH Sankt Augustin inne.
2020 übernahm er eine Vertretungsprofessur für Dogmatik und Dogmengeschichte unter Berücksichtigung fundamentaltheologischer Fragestellungen an der Universität Vechta. 2020/21 folgte eine Lehrstuhlvertretung für Fundamentaltheologie und vergleichende Religionswissenschaft an der Theologischen Fakultät Paderborn. Seit 2022 ist er als Nachfolger von Josef Meyer zu Schlochtern der Lehrstuhlinhaber für Fundamentaltheologie und vergleichende Religionswissenschaft an der Theologischen Fakultät Paderborn.
Die Forschungsschwerpunkte von Langenfeld sind die theologische Hermeneutik und Erkenntnislehre, theologische Anthropologie, Philosophische und theologische Gotteslehre und die Komparative Theologie der Religionen. Er ist unter anderem Mitglied der American Academy of Religion (2013) und Mitglied im International Center for Comparative Theology and Social Issues (CTSI) an der Rheinischen Friedrich-Wilhelms-Universität Bonn (2022). Seit 2022 ist er Vorsitzender des Beirats des Zentrums für Komparative Theologie und Kulturwissenschaften an der Universität Paderborn. Seit 2021 engagiert er sich im Editorial Boards der Schriftenreihe „Beiträge zur Komparativen Theologie“.
Aaron Langenfeld ist verheiratet und lebt mit seiner Familie in Osnabrück.

## Auszeichnungen
- 2015 Auszeichnung der Promotion mit dem Friedrich-Spee-Preis der Theologischen Fakultät Paderborn
- 2021 Auszeichnung der Habilitation mit dem Karl-Rahner-Preis für theologische Forschung an der Universität Innsbruck

## Veröffentlichungen (Auswahl)
- mit Martin Breul: Kleine Philosophiegeschichte: Eine Einführung für das Theologiestudium, UTB 2017, ISBN 978-3-8252-4746-1
- mit  Martin Dürnberger, Magnus Lerch, Melanie Wurst: Stile der Theologie: Einheit und Vielfalt katholischer Systematik in der Gegenwart, Verlag Friedrich Pustet 2017 (Kindle)
- mit Magnus Lerch: Theologische Anthropologie, UTB 2018, ISBN 978-3-8252-4757-7
- mit Sarah Rosenhauer, Stephan Steiner: Menschlicher Geist – Göttlicher Geist: Beiträge zur Philosophie und Theologie des Geistes, Aschendorff 2021, ISBN 978-3-402-11832-0
- Frei im Geist: Studien zum Begriff direkter Proportionalität in pneumatologischer Absicht, Tyrolia 2021, ISBN 978-3-7022-3951-0
- mit  Martin Breul, Sarah Rosenhauer, Fana Schiefen: Gibt es Gott wirklich?: Gründe für den Glauben – ein Streitgespräch, Herder 2022, ISBN 978-3-451-38735-7
- mit Klaus von Stosch: Allumfassend: Vielfalt als Grammatik des Katholischen, Herder 2022, ISBN 978-3-451-39371-6
- mit Martin Breul: Der Glaube im Denken: Eine Philosophiegeschichte, Herder 2023, ISBN 978-3-451-39384-6